# (5860) Deankoontz
(5860) Deankoontz ist ein Asteroid im Hauptgürtel, der am 28. August 1981 von der tschechischen Astronomin Zdeňka Vávrová am Kleť-Observatorium (IAU-Code 046) in Südböhmen in der Nähe der Stadt Český Krumlov, entdeckt wurde.
Benannt wurde der Himmelskörper nach dem zeitgenössischen US-amerikanischen Schriftsteller Dean R. Koontz (* 1945), der zu den erfolgreichsten amerikanischen Schriftstellern im Bereich der fantastischen Literatur zählt.
Der Asteroid gehört zur Nysa-Gruppe, einer nach (44) Nysa benannten Gruppe von Asteroiden (auch Hertha-Familie genannt nach (135) Hertha).